# Cathédrale Saint-Charles-Lwanga d'Oyem
Cette  cathédrale n’est pas la seule cathédrale Saint-Charles-Lwanga.
La cathédrale Saint-Charles-Lwanga est une cathédrale catholique située à Oyem, au Gabon. Elle est le siège du diocèse d'Oyem (de).
La cathédrale est dédiée à saint Charles Lwanga, vénéré dans toute l'Afrique.